# ماريا موتولا
ماريا دي لورديس موتولا (27 أكتوبر 1972 في مابوتو) عداءة موزامبيقية متقاعد المتخصصة في سباق 800 متر , و بطلة العالم في الهواء الطلق ثلاث مرات وخمسا في قاعة مغلقة. وقد توّجت هذه السيطرة بفوزها عام 2003 في الدوري الذهبي (غولدن ليغ) بالإضافة إلى مليون دولار أميركي. وهو مبلغ ارادت الاستفادة منه لتطوير الرياضة في وطنها الموزمبيق.
وهي لم تنسَ بلادها رغم استقرارها منذ 1993 يوجين في ولاية أوريغون بعد حصولها على منحة من اللجنة الأولمبية الدولية.
ومنذ عام 1992 راحت موتولا تؤكد استحقاقها الثقة التي وضعت فيها بحلوله خامسة في سباق ال 800 متر في اولمبياد برشلونة. وبعد سنة واحدة نالت لقب بطلة العالم في المسافة نفسها.
بين 1992 واولمبياد اتلانتا عام 1996 حققت 50 نصرا على التوالي (باستثناء خروجها من نصف النهائي في بطولة العالم 1995). وكانت في اعتقادها على موعد مع المجد الأولمبي للمرة الأولى. ولكنها كانت في الواقع على موعد مع الخيبة مكتفيةً بالمركز الثالث بعد الروسية سفيتلانا ماستيركوفا والكوبية آنا كويروت.
في بطولة العالم 1997 حلت موتولا ثالثة، قبل أن تتألق في موسم 1998 وتفوز في 14 سباقاً من 15 محطمة في طريقها الرقم القياسي العالمي في ال 1000 متر داخل قاعة (2 د 30 ث 94). وكان دخول قدمها حارة مجاورة كافيا لحرمانها الرقم القياسي العالمي داخل قاعة في ال 800 متر بعدما اجتازت المسافة في 36ر56ر1 د.
أما عام 1999 فكان بحق عام الخيبات فقد حرمتها التشيكية لودميلا فورمانوفا ميدالية ذهبية رابعة على التوالي في بطولة العالم داخل قاعة في مايباشي (اليابان)، قبل أن تفاجئها مجددا في الجزء الأخير من سباق بطولة العالم في اشبيلية حيث اكتفت الموزمبيقية مرة جديدا بالميدالية الفضية.
في اولمبياد سيدني 2000 تمكنت ماريا موتولا من محو خيبة أتلانتا، فبعد ثلاثة ادوار غير صعبة في التصفيات فرضت العداءة القصيرة (62ر1 متر) نفسها في السباق النهائي أمام السويسرية ستيفاني غراف والبريطانية كيلي هولمز. وبعد ذلك تمكنت السيدة التي تهوى لعب كرة القدم من اعتلاء العرش مجددا في بطولة العالم 2001 في ادمونتون (كندا) بعد بذلها مجهودا خارقا في الأمتار الأخيرة من السباق.
عام 2002 وفي غياب مسابقات دولية مهمة قدمت أفضل الأرقام في سباقات ال 800 وال1000 وال 1500 متر، ممهدة لانطلاقة صاروخية في ال 2003 حين نالت الغولدن ليغ ولقبا عالميا ثالثا في باريس. وكل ذلك طبعا تمهيدا لخوض التحدي في أولمبياد أثينا المقبل

## وصلات خارجية
- ماريا موتولا على موقع الاتحاد الدولي لألعاب القوى (الإنجليزية)
- ماريا موتولا على موقع اللجنة الأولمبية الدولية (الإنجليزية)
- ماريا موتولا على موقع أوليمبيديا (الإنجليزية)